# Lissoclinum abdominale
Lissoclinum abdominale är en sjöpungsart som beskrevs av Monniot 1983. Lissoclinum abdominale ingår i släktet Lissoclinum och familjen Didemnidae. Inga underarter finns listade i Catalogue of Life.